# Burchała
Burchała – osiedle typu miejskiego w Rosji, w obwodzie magadańskim, w rejonie jagodnińskim, położone przy Trakcie Kołymskim, ok. 30 km na północny zachód od Jagodnoje. W 2010 roku liczyło 272 mieszkańców.